# Miss Pinkerton
Miss Pinkerton is een Amerikaanse thriller uit 1932 onder regie van Lloyd Bacon.

## Verhaal
Zuster Adams wordt naar Juliet Mitchell gestuurd, die het lichaam heeft ontdekt van haar neef Herbert Wynn. Haar begeleider zegt Adams dat ze incognito voor de politie werkt, die gelooft dat Wynn werd vermoord. Inspecteur Patten vertelt haar in vertrouwen dat Wynn vermoedelijk werd omgebracht door een kennis. Later ontdekt hij dat Wynn eerder een levensverzekering had opgezegd en wellicht zelfmoord heeft gepleegd. Zuster Adams maakt intussen kennis met Paula Brent, die beweert dat ze de verloofde was van Wynn.

## Rolverdeling
| Acteur              | Personage           |
| ------------------- | ------------------- |
| Joan Blondell       | Zuster Adams        |
| George Brent        | Inspecteur Patten   |
| Ruth Hall           | Paula Brent         |
| John Wray           | Hugo                |
| Elizabeth Patterson | Juliet Mitchell     |
| C. Henry Gordon     | Dokter Stuart       |
| Holmes Herbert      | Arthur Glenn        |
| Mary Doran          | Florence Lenz       |
| Blanche Friderici   | Mary                |
| Mae Madison         | Tweede verpleegster |
| Allan Lane          | Herbert Wynn        |
| Nigel De Brulier    | James A. Clemp      |
| Eulalie Jensen      | Juffrouw Gibbons    |